# Stack Overflow
Stack Overflow — популярна система питань і відповідей для професійних програмістів та ентузіастів. Це приватний вебсайт, основний у мережі Stack Exchange Network, створений Джеффом Етвудом та Джоелом Спольським у 2008 році.
На ньому знаходяться питання та відповіді широкого спектра тем, пов'язаних із програмуванням. Він був створений як альтернативна, більш відкрита версія подібних сайтів, наприклад Experts-Exchange. Назва вебсайту була вибрана за допомогою голосування читачів Coding Horror [Архівовано 18 вересня 2019 у Wayback Machine.], популярного на той час блогу Джеффа.
Вебсайт служить платформою, на якій користувачі можуть ставити питання та залишати відповіді на запитання інших користувачів, оцінювати інші питання чи відповіді як корисні, чи некорисні та редагувати їх, подібно Вікіпедії чи Реддіту. Користувачі сайту можуть отримувати бали авторитету та «відзнаки». Наприклад, користувачу можуть нарахувати 10 балів авторитету за корисну відповідь та 5 балів за корисне питання або дати «відзнаку» за істотний вклад. Це гейміфікує традиційний сайт Q&A (надає типовому сайту запитання-відповіді деякого ігрового сенсу для заохочення користувачів). Зі зростом авторитету, користувачам стають доступні нові привілеї, такі як можливість голосувати, коментувати й навіть редагувати дописи інших. Весь вміст, генерований користувачами, ліцензований ліцензіями Creative Commons.
Закриття теми — основна риса сайту, яка відрізняє його від Yahoo!Answers. Це спосіб запобігання появи некорисних питань. У 2013 році механізм зазнав реконструкції: запитання, які були редаговані після того, як їх відклали, тепер з'являються у черзі огляду. У 2010 році Джефф Етвуд заявив, що питання, що повторюються, не є проблемою, а навпаки, перевагою, якщо вони створюють трафік для сайту, примножуючи відповідні комбінації клавіатури у пошукових системах.
Станом на січень 2019 року, на Stack Overflow зареєстровані понад 10 мільйонів користувачів, а кількість питань перевищила 16 мільйонів у середині 2018 року. Судячи з тегів, прикріплених до питань, топ 8 найбільш обговорюваних тем складають JavaScript, Java, C#, PHP, Android, Python, jQuery та HTML.
Stack Overflow також має відділ праці, щоб допомогти розробникам знайти їхні майбутні можливості. Сайт забезпечує знаряддям, щоб позначити його бренди, рекламувати та надати контакти кандидатів з його бази даних.

## Історія
Вебсайт був створений Джеффом Етвудом та Джоелом Спольським у 2007 році. 31-го липня 2008 року Джеф Етвуд розіслав запрошення, які спонукали його підписників взяти участь у приватному тестуванні бета-версії нового вебсайту, обмежуючи до тих, хто хотів випробувати нове програмне забезпечення. Публічний доступ до бета-версії був анонсований 15 вересня 2008 року. З того часу будь-хто міг використовувати платформу e пошуку допомоги з проблемами, пов'язаними з програмуванням. Дизайн лого Stack Overflow обрали за допомогою голосування.
3 травня 2010 року анонсували, що Stack Overflow отримав 6 мільйонів доларів у венчурному капіталі від Union Square Ventures.

### Критерії вмісту
Вебсайт приймає питання лише на тему програмування, сфокусовані на конкретних проблемах. Питання на ширші теми або ті, відповідь на які здебільшого — особиста думка людини, зазвичай не публікуються сайтом або ж закриваються у дуже короткі терміни. «Молодший брат» Stack Overflow softwareengineering.stackexchange.com спрямований на те, щоб відповідати на такі питання або загальні питання про розробку програмного забезпечення.

## Тимчасове обмеження доступу користувачів
У квітні 2009 року вебсайт встановив політику тимчасового обмеження доступу з метою скоротити кількість користувачів, які або не бажають вчитись (правила спільноти) та удосконалюватись з часом, або поводяться неприйнятно до спільноти та стають надокучливими. Окрім тимчасового усунення, тимчасово також понижується бал авторитету до 1 та прикріплюється нотація у профайлі, що пояснює причину усунення та таймер зворотного відліку до кінця терміну.

### Порушення безпеки
На початку травня 2019 року до розробницької версії вебсайту було додано оновлення. Воно містило в собі баг, який надавав нападнику доступ до готової для реалізації версії. Stack Overflow опублікував у своєму блозі, що близько 250 користувачів постраждали. Це могло надати нападнику їхню IP-адресу, особисті дані чи електронну пошту.

## Статистика
Дослідження 2013 року показало, що 75 % користувачів поставили тільки одне запитання, 65 % відповіли тільки на одне запитання, а лише 8 % відповіли на більше, ніж 5 питань. У 2011 році відповіді на 92 % запитань були надіслані в середньому за 11 хвилин. З 2013 року, програмне забезпечення мережі Stack Exchange автоматично видаляє закриті питання за певними критеріями, включаючи питання, на які не прийшла відповідь за певний період часу. Станом на серпень 2012 року 443 тис. користувачів з 1,3 млн зареєстрованих відповіли на хоча б одне запитання, а з них 6 тис. (0,46 % із загальної кількості користувачів) отримали більш ніж 5000 балів авторитету. Найшвидший спосіб отримати бали — відповідати на запитання, позначені тегами з нижчим рівнем активності та меншою кількістю експертів у темі, робити це швидко (точніше, бути першим), бути активним у час найменшої активності вебсайту та робити вклад у різні сфери. У 2016 році 1,5 млн дописів було видалено, з них 8 % модераторами.

## Технологія
Stack Overflow написаний мовою C#, використовуючи ASP.NET MVC (Модель-вид-контролер), Microsoft SQL Server для бази даних та Dapper ORM (об'єктно-реляційне відображення). Незареєстровані користувачі мають доступ до більшості функцій сайту, але авторизовані користувачі можуть отримати доступ до розширених функцій, як-от ставлення запитань чи можливість відповісти на них, створити профайл та отримували бали авторитету, щоб мати змогу змінювати теги, голосувати чи закривати питання.

## Визнання
Stack Overflow отримав визнання, його успіх часто приписують саморегуляції. Сайт часто критикують за розповсюдження низькоякісних технік програмування та розробки, особливо заохочуючи розробників ставити у пріоритет функціональність понад іншими, не менш важливими, рисами, наприклад, безпекою. Дослідження Мерілендського університету виявило, що розробники Android, які використовували лише Stack Overflow як ресурс для програмування, написали менш надійний код, ніж ті, що використовували офіційну документацію для розробників Android від Google. Також спільноту сайту критикують за зайву різкість та неприязність, яку помітили працівники вебсайту.